# 가족캠프
가족캠프는 생방송 음악캠프가 일시 종영된 이후에 신설된 음악프로그램으로 1999년 1월 30일부터 5월 8일까지 방송되었으나 간판만 바뀌었을 뿐 생방송 음악캠프와 다를 게 없다는 비판을 샀으며 결국 1999년 봄 개편으로 막을 내렸다.

## 결방
- 1999년 4월 3일 - 6시부터 백상예술대상 시상식 편성으로 결방

## 같이 보기
- 생방송 음악캠프